# Mike Rockenfeller

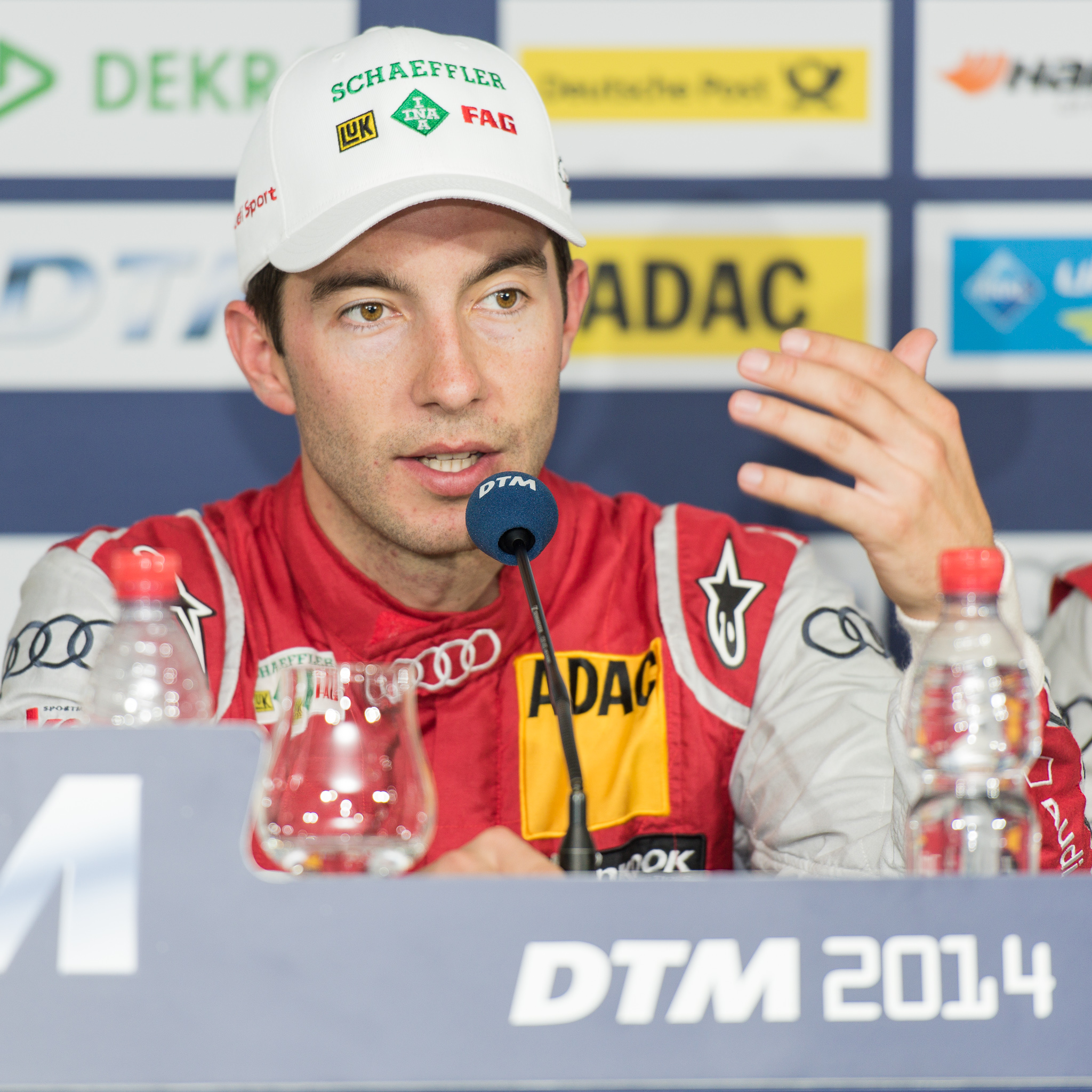
Mike Rockenfeller en 2014.

Mike "Rocky" Rockenfeller (Neuwied, Alemania, 31 de octubre de 1983) es un piloto de automovilismo de velocidad alemán que ha competido a nivel internacional en sport prototipos, gran turismos y turismos.
Ganó las 24 Horas de Le Mans de manera absoluta en 2010 y en la clase GT2 en 2005, así como en las 24 Horas de Daytona de 2010, las 24 Horas de Spa de 2005, y las 24 Horas de Nürburgring de 2006. Fue campeón de la clase GT2 del Campeonato FIA GT en 2005 y la clase LMP1 de Le Mans Series en 2008. En el Deutsche Tourenwagen Masters fue campeón en 2013, tercero en 2014 y cuarto en 2012.

## Carrera
Rockenfeller comenzó a competir en karting en el año 1995. En 2001 ascendió a la Fórmula König Alemana, donde resultó cuarto. Tras ello, ingresó en el programa de formación de pilotos de Porsche. En 2002 finalizó décimo en la Copa Porsche Carrera Alemania y participó en algunas carreras de la Supercopa Porsche. Rockenfeller fue subcampeón 2003 de la Copa Porsche Carrera Alemania, y disputó Petit Le Mans en un Porsche 911 de la clase GT.
En 2004, el alemán obtuvo el título en la Copa Porsche Carrera Alemania con cinco victorias, y ganó dos carreras de la Supercopa Porsche. Asimismo, llegó quinto en la clase GT de las 12 Horas de Sebring en un Porsche 911 de Bam!, abandonó en su debut en las 24 Horas de Le Mans para el mismo equipo, se retiró en los 1000 km de Nürburgring de la Le Mans Series en un Porsche 911 de Farnbacher, llegó retrasado en Petit Le Mans en un Porsche 911 de TRG, y llegó segundo en GT en las 24 Horas de Daytona en un Porsche 911 de Flying Lizard.
Porsche contrató a Rockenfeller como piloto oficial en 2005. Disputó el Campeonato FIA GT en un Porsche 911 de la clase GT2 del equipo GruppeM junto a Marc Lieb, donde consiguió seis victorias de 11, incluyendo las 24 Horas de Spa, y los títulos de pilotos y equipos. Asimismo, disputó la American Le Mans Series en un Porsche 911 de Bam! junto a Wolf Henzler, sumando tres podios y finalizando décimo en el campeonato de pilotos de GT2. Por otra parte, consiguió el triunfo en las 24 Horas de Le Mans para Alex Job, y disputó los 1000 km de Monza y los 1000 km de Silverstone de la Le Mans Series para Autorlando, siempre en un Porsche 911 de la clase GT2. También corrió las 24 Horas de Daytona en un Fabcar-Porsche de Brumos.
Rockenfeller compitió en Estados Unidos en 2006. Como piloto de Alex Job en la American Le Mans Series, el alemán logró una victoria y tres podios con su Porsche 911 que lo dejaron décimo en el campeonato de GT2. Asimismo, fue tercer piloto de Penske en Petit Le Mans, donde llegó segundo en LMP2 en el Porsche RS Spyder de Lucas Luhr y Romain Dumas. Por otra parte, disputó la Grand-Am Rolex Sports Car Series junto a Patrick Long, con el cual obtuvo dos victorias, siete podios y la sexta colocación en el campeonato de pilotos de DP. También corrió exitosamente en Europa, ya que ganó las 24 Horas de Nürburgring en un Porsche 911 de Manthey junto a Bernhard, Luhr y Marcel Tiemann.

En 2007, el piloto se unió a la estructura de Audi. Así, disputó el Deutsche Tourenwagen Masters en el equipo Rosberg a los mandos de un Audi A4 del año anterior; sumó un podio y finalizó 12º. Por otra parte, pilotó un Audi R10 TDI en las 24 Horas de Le Mans junto a Luhr y Alexandre Prémat, donde abandonó, y en la fecha de Laguna Seca de la American Le Mans Series junto a Werner, donde llegó tercero. También llegó quinto en la carrera de Miller de la Grand-Am Rolex Series en un Crawford-Porsche de Alex Job.

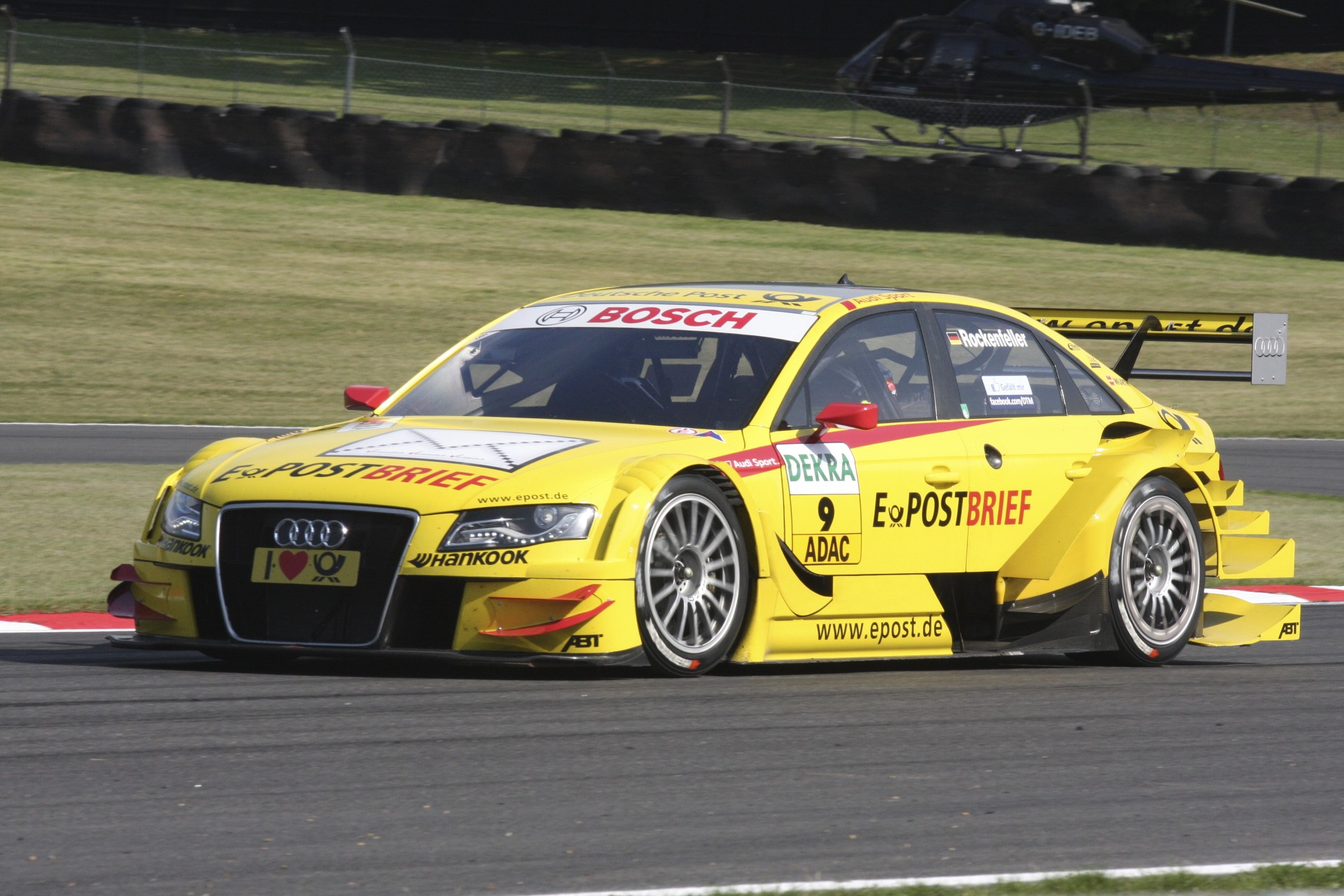
Mike Rockenfeller pilotando su Audi A4 en la fecha de Brands Hatch del DTM 2011.

Rockenfeller puntuó en dos carreras del DTM en 2008, y quedó 11º. Asimismo, fue campeón de la Le Mans Series junto a Prémat en un Audi R10 pese a no ganar ninguna carrera. Con el mismo automóvil, llegó cuarto en las 24 Horas de Le Mans con Luhr como tercer piloto, y terminó sexto en las 12 Horas de Sebring junto a Luhr y Werner. El alemán nuevamente estuvo ausente de los podios del DTM en 2009, y quedó 14º. Además, llegó tercero en las 12 Horas de Sebring y abandonó en las 24 Horas de Le Mans que disputó con un Audi R15 TDI acompañado de Luhr y Marco Werner. También pilotó un Audi R8 de Phoenix en las 24 Horas de Nürburgring, que llegó quinto, y un Riley-Pontiac de Peter Baron en las 24 Horas de Daytona, que abandonó.
El piloto comenzó el año 2010 con una victoria en las 24 Horas de Daytona, tripulando un Riley Porsche de Action Express Racing. Dejó el equipo Rosberg por Phoenix en el DTM, siempre en un Audi A4; obtuvo un tercer puesto y cinco arribos en zona de puntos en 11 carreras, que le significaron la séptima colocación final. No obstante, su mayor logro fue la victoria absoluta en las 24 Horas de Le Mans, acompañando a Timo Bernhard y Romain Dumas, luego de haber llegado quinto en los 1000 km de Spa-Francorchamps de la Le Mans Series. También disputó las 24 Horas de Spa en un Audi R8 de Phoenix, que no llegó a meta, y Petit Le Mans en un Porsche 911 híbrido experimental.
Para la temporada 2011 del DTM, Audi colocó a Rockenfeller en el equipo Abt en un modelo de última generación. El piloto lo aprovechó alcanzando su primera victoria en la categoría y la sexta posición en el campeonato. Junto a Bernhard y Dumas, el piloto disputó las tres primeras fechas de la Copa Intercontinental Le Mans. Llegó quinto en las 12 Horas de Sebring en el Audi R15 TDI antiguo. Con el nuevo Audi R18 TDI, el alemán resultó cuarto en los 1000 km de Spa-Francorchamps. En las 24 Horas de Le Mans, Rockenfeller salió ileso de un choque fortísimo que destruyó el automóvil. Luego, participó en las 24 Horas de Spa, nuevamente en un Audi R8 de Phoenix tripulado por Marcel Fässler y Andrea Piccini, que llegó 14º a varias vueltas del ganador.
El alemán volvió al equipo Phoenix del DTM en 2012, donde terminó cuarto con dos podios. Asimismo, disputó las 24 Horas de Daytona en un Porsche 911 de Flying Lizard, junto a Long, Jörg Bergmeister y Seth Neiman, que llegó retrasado, y llegó tercero absoluto en las 24 Horas de Le Mans con un Audi R18 oficial.
Continuando con Phoenix, Rockenfeller logró dos victorias y tres segundos puestos en 2013, por lo que se coronó campeón del DTM frente a Augusto Farfus. Además, llegó cuarto en las 24 Horas de Daytona con un Chevrolet Corvette DP de Action Express, y quinto en las 24 Horas de Nürburgring con un Audi R8 de Phoenix.

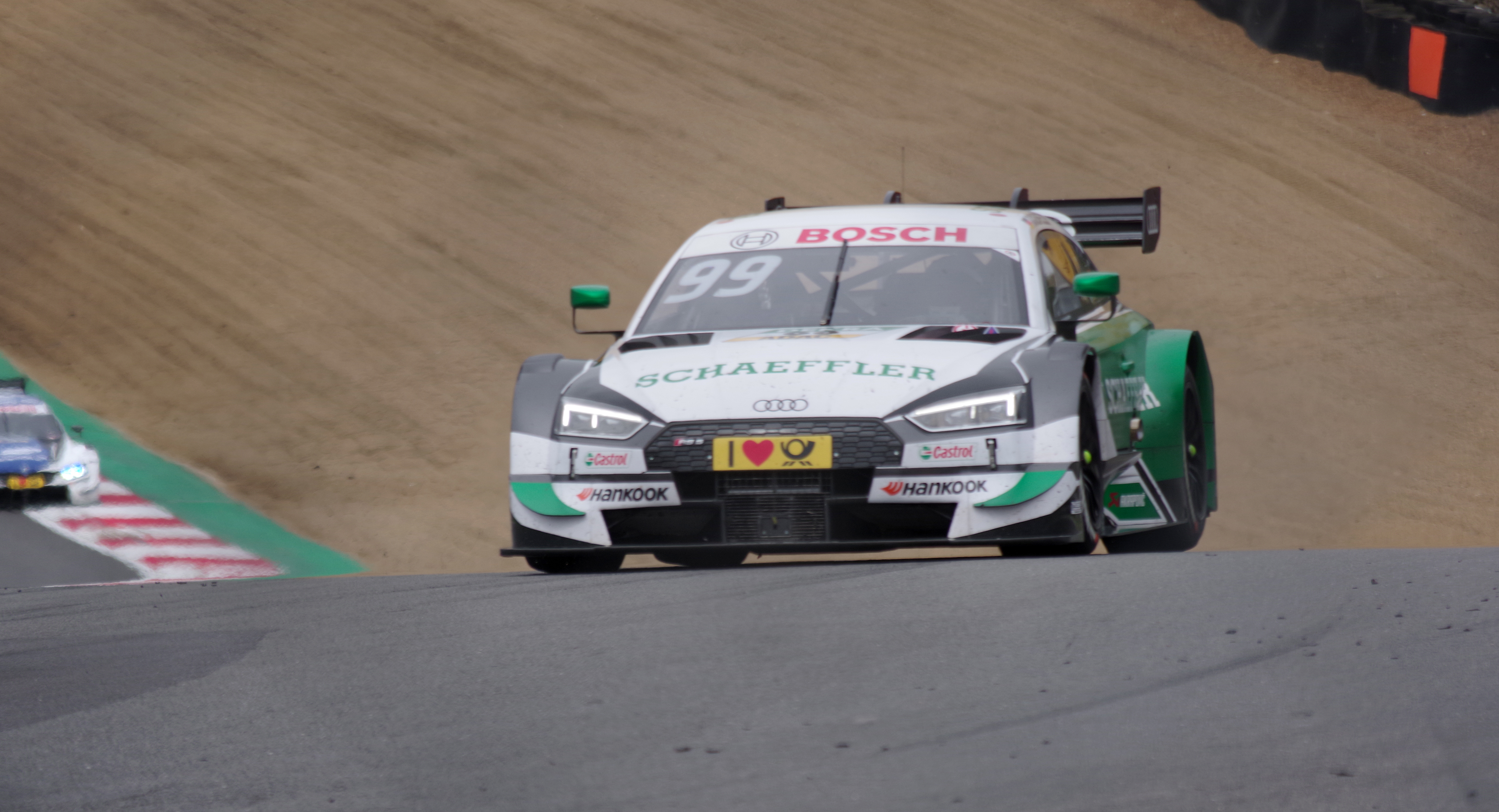
Mike Rockenfeller en Brands Hatch 2018.

En 2014, el piloto obtuvo tres segundos puestos y un cuarto con Phoenix en el DTM. Por tantom, se ubicó tercero en el campeonato por detrás de Marco Wittmann y Mattias Ekström. Además, disputó las dos carreras floridanas del United SportsCar Championship con un Chevrolet Corvette DP de Spirit of Daytona, resultando cuarto absoluto en las 24 Horas de Daytona junto a Richard Westbrook y Michael Valiante.
Rockenfeller siguió como piloto titular de Phoenix en el DTM 2015. Obtuvo solamente una victoria y cuatro top 5 en 18 carreras, por lo que finalizó décimo en el campeonato. Además, disputó tres carreras de resistencia del United SportsCar Championship con un Chevrolet Corvette DP de Spirit of Daytona, obteniendo el tercer puesto en las 24 Horas de Daytona y las 12 Horas de Sebring, y el quinto puesto en Petit Le Mans.